# Алгебрична структура
Алгебрична структура (алгебрична система) — в математиці це непорожня множина з заданим на ній набором операцій та відношень, що задовільняють деякій системи аксіом.
Основним завданням абстрактної алгебри є вивчення властивостей аксіоматично заданих алгебричних систем.
Формально: об'єкт {\displaystyle \langle A;\;\Omega _{F};\;\Omega _{R}\rangle ,} де:
- {\displaystyle \ A} — непорожня множина,
- {\displaystyle \ \Omega _{F}} — множина алгебричних операцій визначених на {\displaystyle \ A,}
- {\displaystyle \ \Omega _{R}} — множина відношень визначених на {\displaystyle \ A.}

Множина {\displaystyle \ A} називається носієм алгебричної системи. Множини {\displaystyle \ \Omega _{F},\Omega _{R}} називається сигнатурою алгебричної системи.
Якщо алгебрична система не містить операцій, вона називається моделлю, якщо не містить відношень, то — алгеброю.
Якщо не розглядають ніяких аксіом, яким мають задовільняти операції, то алгебрична система називається універсальною алгеброю заданої сигнатури {\displaystyle \ \Omega _{F}}.
Для алгебричних структур визначають морфізми, як відображення що зберігають операції (дивись гомоморфізм). Таким чином визначають категорії.
Якщо множина має властивості топологічного простору і операції є неперервними, то таку алгебричну систему називають топологічною алгебричною системою (наприклад, топологічна група).
Не всі алгебричні конструкції описуються алгебричними системами, є ще коалгебри, біалгебри, алгебри Гопфа і комодулі над ними і т. д

## Алгебричні операції
{\displaystyle \ n}-арна операція {\displaystyle \ f} на {\displaystyle \ A} — це відображення прямого добутку {\displaystyle \ n} екземплярів множини в саму множину {\displaystyle \ f:A^{n}\to A}. За визначенням, нуль-арна операція — це просто виділений елемент множини.
Найчастіше розглядають унарні і бінарні операції, як найпростіші. Але для потреб топології, алгебри, комбінаторики вивчають операції більшої арності, наприклад, теорія операд і алгебр над ними (мультиоператорних алгебр).

## Список алгебричних систем

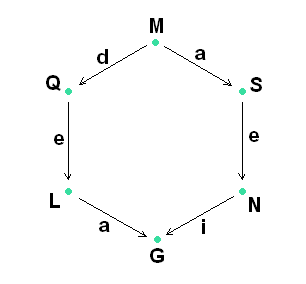
M = магма, Q = квазігрупа, S = напівгрупа,
L = Лупа, N = моноїд, G = група,
d = ділення, a = асоціативність,
e = з одиницею, i = існування оберненого

- Множина може вважатись виродженою алгебричною системою з порожньою сигнатурою.

### Групо-подібні (однабінарна операція)
- Магма (групоїд) — множина з однією бінарною операцією {\displaystyle \ \cdot }, зазвичай її називають множенням.
- Права квазігрупа — магма, в якому можливе праве ділення,

тобто рівняння {\displaystyle x\cdot a=b} завжди має єдиний роз'вязок {\displaystyle \forall a,b\in A.}
- Квазігрупа — одночасно права і ліва квазігрупи. 
  - Лупа(Петля) — квазігрупа з одиницею (унітарна квазігрупа): {\displaystyle \exists e\in A:\;a\cdot e=e\cdot a=a.}
- Напівгрупа — асоціативна магма: {\displaystyle a\cdot (b\cdot c)=(a\cdot b)\cdot c.}
  - Моноїд — напівгрупа з одиницею (унітарна напівгрупа).
- Група — моноїд з діленням чи асоціативна лупа: {\displaystyle \forall a\;\;\exists a^{-1}:\;\;a\cdot a^{-1}=a^{-1}\cdot a=e.}
- Абелева група — комутативна група: {\displaystyle a\cdot b=b\cdot a.}

Операцію в абелевій групі часто називають додаванням (+) а нейтральний елемент — нулем.

### Кільцеподібні (дві бінарні операції узгодженідистрибутивністю)
- Півкільце — подібне до кільця, але без оберненості додавання (комутативний моноїд по додаванню і моноїд по множенню).
- Кільце — структура с двома бінарними операціями: абелева група по додаванню, моноїд по множенню,

виконується дистрибутивний закон: {\displaystyle a\cdot (b+c)=a\cdot b+a\cdot c,\quad (a+b)\cdot c=a\cdot c+b\cdot c}.
- Комутативне кільце — кільце з комутативним множенням.
  - Цілісне кільце — комутативне кільце без дільників нуля (добуток двох ненульових елементів не рівний нулю).
    - Булеве кільце — кільце, всі елементи якого є ідемпотентами. Воно є комутативним та немає дільників нуля.
- Кільце з діленням (чи Тіло) — кільце, де ненульові елементи утворюють групу по множенню.
- Поле — комутативне кільце з діленням.

### Модулі (множення тільки на скаляр)
- Модуль над кільцем — абелева група по додаванню, з дистрибутивною унарною операцією «множення на скаляр» з кільця.
- Векторний простір — модуль над полем.

### Алгебри (додавання, множення на скаляр, множення)
- Алгебра над кільцем (алгебра) — модуль над комутативним кільцем, що утворює кільце з білінійним множенням.
- Алгебра над полем — векторний простір с білінійною дистрибутивною операцією множення.
- Комутативна алгебра — алгебра з комутативним множенням.
- Асоціативна алгебра — алгебра з асоціативним множенням.
- Альтернативна алгебра — алгебра з тотожністю альтернативності для множення: {\displaystyle \ (xx)y=x(xy),\quad y(xx)=(yx)x.}
- Алгебра термів
- Градуйована алгебра
- Алгебра Лі — алгебра з антикомутативним множенням (позначаємим {\displaystyle \ [a,b]}), що задовільняє тотожність Якобі {\displaystyle \ [a,[b,c]]+[b,[c,a]]+[c,[a,b]]=0.}
- Алгебра Йордана — комутативна алгебра з тотожністю слабої асоціативності: {\displaystyle \ x^{2}(yx)=(x^{2}y)x}
- Алгебра Мальцева — антикомутативна алгебра з тотожністю

{\displaystyle \ (xy)(xz)+(y(xz))x+((xz)x)y=((xy)z)x+((yz)x)x+((zx)y)x}
- Алгебра над операдою — одна з найзагальніших алгебричних систем. Сама операда грає роль сигнатури алгебри.

### Решітки
- Напівґратка
  - Ґратка (Решітка) — структура с двома бінарними операціями ∨ і ∧, що є комутативними, асоціативними і задовільняють закон поглинання: a∨(a∧b) = a, a∧(a∨b) = a.
    - Алгебра Гейтінга
    - Дистрибутивна ґратка
      - Булева алгебра — доповнена дистрибутивна ґратка.
        - Алгебра логіки.